# Der Mondmann (1999)
Der Mondmann (Originaltitel: Man on the Moon) ist ein Spielfilm von Miloš Forman über das Leben des US-Komikers Andy Kaufman. Die Hauptrolle spielt Jim Carrey. Die Nebenrollen sind unter anderem besetzt durch Danny DeVito, Courtney Love und Paul Giamatti. Die Film-Musik wurde zum Teil von R.E.M. (u. a. „Man on the Moon“) beigesteuert.

## Handlung
Der Mondmann ist ein Biopic über das Leben und die Karriere des exzentrischen Komikers Andy Kaufman. Der Film zeigt Kaufmans Aufstieg vom Stand-up-Comedian zu einem Star, der mit seinen provokativen und unkonventionellen Einlagen das Publikum spaltet und beleuchtet seinen unorthodoxen Humor, seine kontroversen Auftritte und seinen Kampf gegen eine tödliche Krankheit. Die Lebensgeschichte beginnt mit Kaufmans frühen Jahren, in denen er seine erste Liebe zur Comedy entdeckt. Der junge Andy Kaufman träumt schon seit seiner Kindheit davon, auf der Bühne aufzutreten. Seine ersten Auftritte in Nachtclubs sind nicht von Erfolg gekrönt.
Doch in einer Nacht überzeugt er das Publikum mit witzigen Nachahmungen und seiner Darstellung als Elvis Presley. Nach der Show kommt der Manager George Shapiro zu ihm und würdigt sein Talent. Andy sagt von sich aus, dass er kein Komiker, sondern nur ein Mann ist, der die Massen fesseln will. Bald darauf reist er nach Hollywood und George bietet ihm an, in der Sitcom „Taxi“ eine Rolle zu spielen. Zunächst lehnt er ab, aber da es seine einzige Chance ist, ins Showgeschäft zu kommen, nimmt er seine Rolle doch noch an. Allerdings stellt er die Bedingung, dass der Nachtclubsänger Tony Clifton Gastauftritte bekommt. Zunächst wird gerätselt, wer Tony Clifton sei, bis sich herausstellt, dass es Kaufmans Alter Ego ist oder von Kaufmans Freund Bob Zmuda gespielt wird.
In seiner Rolle des naiven Latka erobert Kaufman in der Sitcom „Taxi“ die Herzen der Fernsehzuschauer, doch er findet seine Rolle beschämend. Er verkleidet sich als Tony Clifton und sabotiert die Dreharbeiten, um gefeuert zu werden.
Mit der Hilfe Zmudas macht er eine Wrestlingshow, in der er nur gegen Frauen kämpft. Die erste Gegnerin ist Lynne Margulies, in die er sich daraufhin verliebt. In seiner Rolle beleidigt er viele und schließlich fordert ihn Jerry Lawler zu einem richtigen Kampf. Dabei verletzt sich Kaufman im Genick. Die beiden treffen sich erneut in der Show Late Night With David Letterman, wo sie erneut zu streiten beginnen und sich gegenseitig attackieren. Es stellt sich heraus, dass das Ganze nur inszeniert war.
Kaufman und Margulies ziehen in ein neues Haus, wo er einen Knoten am Hals bemerkt, den er zuerst für eine Zyste oder ähnliches hält. Kurz darauf erklärt er seinen Freunden und seiner Familie, dass er an einer seltenen Form von Lungenkrebs erkrankt ist.
Schließlich erfüllt sich Kaufman seinen Traum und tritt in der Carnegie Hall auf, wo er Geschenke verteilt und alle auf Milch und Kekse einlädt. Nachdem bei ihm eine seltene Krebsart diagnostiziert wurde, und sich sein Gesundheitszustand dramatisch verschlechtert, fliegt er auf die Philippinen. Dort besucht er einen vermeintlichen „Wunderheiler“, der mit bloßen Händen Operationen durchführt. Während der Prozedur bemerkt Kaufman, dass es sich um einen Schwindler handelt, zeigt jedoch keine Wut, sondern nimmt die Situation mit seiner charakteristischen Gelassenheit hin. Auf seinem Begräbnis fordert er per Video sämtliche Anwesende auf, mit ihm das Lied This Friendly World von Ken Darby zu singen.
Der Film endet damit, dass man ein Jahr später einen Auftritt Tony Cliftons sieht, wie er I Will Survive singt. Die Kamera schwenkt über Neon-Bilder von Groucho Marx und Laurel und Hardy zu Bob Zmuda im Publikum und anschließend zu einem Bild von Kaufman.

## Synchronisation
Die deutschsprachige Synchronisation des Films entstand bei der Christa Kistner Synchronproduktion GmbH in Potsdam. Verfasser des Dialogbuchs und auch Dialogregisseur war Sven Hasper.
| Rolle                      | Darsteller         | Synchronsprecher         |
| -------------------------- | ------------------ | ------------------------ |
| Andy Kaufman/Tony Clifton  | Jim Carrey         | Stefan Fredrich          |
| George Shapiro             | Danny DeVito       | Mogens von Gadow         |
| Lynne Margulies            | Courtney Love      | Martina Treger           |
| Bob Zmuda/Tony Clifton     | Paul Giamatti      | Thomas Nero Wolff        |
| Maynard Smith              | Vincent Schiavelli | Norbert Gescher          |
| Jerry Lawler gen. The King | Jerry Lawler       | Detlef Bierstedt         |
| Eleanor Gould              | Doris Eaton Travis | Eva-Maria Werth          |
| Stanley Kaufman            | Gerry Becker       | Klaus Jepsen             |
| Janice Kaufman             | Leslie Lyles       | Kerstin Sanders-Dornseif |
| Ed. Weinberger             | Peter Bonerz       | Joachim Kerzel           |
| Mr. Besserman              | George Shapiro     | Friedrich Georg Beckhaus |
| Wiseass Comic              | Tom Dreesen        | N. N.                    |
| Jack Burns                 | Bob Zmuda          | Michael Narloch          |

## Kritiken
„Nach Larry Flynt erweckt Milos Forman erneut eine Ikone der siebziger Jahre zu pulsierendem Leben. In der Filmbiografie des genialischen Komödianten Andy Kaufman läuft Superstar Jim Carrey zu fulminanter Hochform auf. Das Ergebnis: eine vor Enthusiasmus und Spitzbübigkeit überschäumende Ode auf die befreiende Wirkung hemmungsloser Anarchie.“

„Der Film zeichnet Kaufmans Lebensweg sorgfältig nach, arbeitet die außergewöhnliche Künstlerpersönlichkeit heraus und stellt auf unterhaltsame Weise die absurden Comedy-Nummern nach. Milos Formans immer wiederkehrendes Thema des Außenseiters, der an der Gesellschaft scheitert, erfährt eine weitere sensible Interpretation. In der Hauptrolle brillant gespielt.“

## Auszeichnungen
Hauptdarsteller Jim Carrey erhielt für sein Porträt des 1970er-Jahre-Komikers im Jahr 2000 den Golden Globe als Bester Hauptdarsteller in einer Komödie oder Musical und wurde u. a. für den Satellite Award und den Screen Actors Guild Award nominiert. Regisseur Miloš Forman erhielt im selben Jahr auf den Internationalen Filmfestspielen von Berlin den Silbernen Bären für die beste Regie.

## Wissenswertes
- Das kleine Mädchen am Anfang des Films ist die Enkelin von Andy Kaufman. Sie spielte darin die junge Janice Kaufman.
- Der echte George Shapiro hat im Film einen Auftritt als Barkeeper, der Andy Kaufman erklärt, wie man mit Witzen das Publikum unterhalten kann. Verschiedene Prominente absolvieren Gastauftritte.
- Danny DeVitos eigene Taxi-Figur ist im Film nie zu sehen.
- Der Film war ein kommerzieller Misserfolg und spielte weltweit nur 47 Millionen Dollar ein. Die Produktion kostete 82 Mio. Dollar.[2]
- Die heutigen WWE-Kommentatoren Jim Ross und Jerry Lawler haben eine kleine Nebenrolle im Film. Tatsächlich hatten Jerry Lawler und Andy Kaufman ein Fehdenprogramm geführt, welches heute in Memphis als legendär gilt.
- Jim Carrey blieb für die gesamte Zeit der Dreharbeiten in der Rolle von Andy Kaufman (oder Tony Clifton) und verursachte dadurch vehemente Probleme für Miloš Forman und die Crew. 2017 veröffentlichte Netflix die Dokumentation Jim & Andy: The Great Beyond von Chris Smith über die Probleme bei den Dreharbeiten.